# Hjärtmuskulatur

Det rosa som omger kamrarna och förmaken är hjärtats väggar, som huvudsakligen består av ett tjockt muskellager.

Hjärtmuskulatur eller myokardium (nylatin; av grekiskans μυς, "muskel", och καρδία, "hjärta") är den muskulatur som bygger upp hjärtat. Hjärtats väggar består huvudsakligen av ett muskellager – myokardium – omgiven av ett tunt epikardium på hjärtats utsida, och på insidan av kamrar och förmak ett likaledes tunt endokardium. I vänster kammare är myokardiet ungefär 10 mm tjockt, men i höger kammare är det endast 3 mm. Detta beror på att vänster hjärthalva jobbar mot ett högre tryck.
Hjärtmuskulaturen är tvärstrimmig med en central cellkärna i varje cell, till skillnad från tvärstrimmig skelettmuskulatur där varje cell har flera perifert belägna kärnor. En del hjärtmuskelceller har dock två kärnor. Hjärtmuskelcellerna är korta och förgrenade, med relativt liten diameter. 
Hjärtmuskelcellerna har särskilda förbindelser mellan cellerna, på sätt som inte andra celler har, och bildar därför ett sammanhängande nätverk som fördelar nervimpulsen genom hjärtat så att muskeln kan dra ihop sig på ett koordinerat sätt. Cellförbindelserna syns i histologiska preparat som färgade band, glansstrimmor. Innerst i hjärtats muskelvägg finns purkinjefibrer, ett slags specialiserade hjärtmuskelceller med funktion att leda den impuls som får hjärtat att dra ihop sig genom hjärtats vävnad. Hjärtmuskulaturen behöver mycket syre och kapillärerna ligger tätt i hjärtat.  
Om hjärtats muskelceller skulle skadas genom exempelvis en hjärtinfarkt kan de inte bytas ut mot andra celler och återställa hjärtmuskeln i sitt ursprungliga skick. Istället bildas ett ärr på hjärtat och det kommer aldrig att återfå samma kraft.